# دعاية مضادة

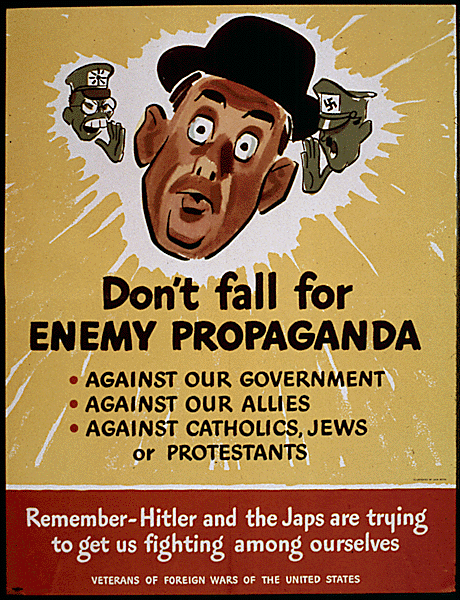

الدعاية المضادة هي شكل من أشكال الإعلام المكون من وسائل مُتّبعة ورسائل منقولة لمعارضة بروباغندا تسعى إلى التأثير على أفعال جمهور مستهدف أو وجهات نظره. ترتبط ارتباطًا وثيقًا بالبروباغندا إذ كثيرًا ما يستخدم كلاهما نفس منهجيات النشر إلى جمهور مستهدف. تختلف الدعاية المضادة عن الدعاية بأنها دفاعية ومستجيبة لدعاية محددة. بالإضافة إلى ذلك، تتألف الدعاية المضادة من عناصر عديدة تميزها أكثر عن الدعاية وتضمن فعاليتها في معارضة رسائل الدعاية.

## عناصر الدعاية المضادة
في حين أن الدعاية المضادة تتشارك مع الدعاية في خصائص مماثلة إلا أنها تتضمن أيضًا عناصر خاصة تحدد استخدامها الفعال.

### الاستناد إلى الحقيقة
في حين قد لا تكون رسائل الدعاية دائمًا صحيحة، فإن الدعاية المضادة الفعالة تنشر عمومًا الحقيقة فقط. في الواقع، تُميَّز الدعاية المضادة عادةً بأنها «معارَضة صادقة، نزيهة» لبروباغندا (دعاية) الخصم. تنقل الدعاية المضادة رسائل صادقة لدواعِ معنوية وعملية. أثناء الحرب الباردة، اشتهرت الولايات المتحدة بأنها تنشر الحقيقة لدحض البروباغندا السوفييتية مما أدى إلى رؤية الولايات المتحدة على أنها «قائلة الحقائق» في حين امتلك الاتحاد السوفييتي سمعة «قائل الأكاذيب». يناقش هربرت رومرستين بأن استخدام دعاية مضادة بُنيت  على الحقيقة قد نتج عنه وصف الولايات المتحدة بالصادقة في حين أن استخدام الاتحاد السوفييتي لتصريحات زائفة قد أفقد مصداقية رسائله. مثال الحرب الباردة هذا يوضح كيف تفقد الرسالة الكاذبة مصداقيتها حين تُكشف الحقيقة. من الناحية العملية يمكن لرسالة الدعاية المضادة المزيفة عمدًا أو بالخطأ أن تظهر متحاملة بقدر البروباغندا التي تسعى للتصدي لها. بالتالي، قول الحقيقة يقوي فعالية البروباغندا المضادة ويُضعف بروباغندا الجهة التي يتبين كذبها. استخدام الرسائل الزائفة في الدعاية المضادة ليس فعالًا ويفشل في دحض رسالة البروباغندا على نحو واف. واتضاح عدم صحة رسالة الدعاية المضادة أو أنها تنوي التأثير بواسطة كذبة سيؤذي أيضًا سمعة المؤسسة الناشرة وسيقلل من قدرتها على المواجهة الفعالة لرسائل الدعاية في المستقبل.

#### الحرب العالمية الثانية – مذبحة نيمرسدورف
الدعاية المضادة القائمة على معلومات زائفة ليست فعالة في التصدي لرسائل الدعاية. أفضل توضيح على هذا المبدأ هو المحاولات الفاشلة للولايات المتحدة في مواجهة مزاعم ألمانيا بارتكاب الاتحاد السوفييتي فظائعًا في نيمرسدورف، بروسيا. حين أجبرت ألمانيا الاتحاد السوفييتي على الخروج من المدينة في أكتوبر 1944 وجدت أربعة وعشرين قتيلًا من بينهم اثنتا عشرة امرأة ومراهقتان وطفل وستة رجال مسنين وثلاثة طلاب مدارس. تعرضت عدة من النساء والمراهقات للاغتصاب. أطلقت وحدة الدعاية النازية، المسماة سكوربيون، حملة مناشير وأرسلت رسالة إلى الجنرال أيزنهاور لفضح أفعال الاتحاد السوفييتي أمام حلفائه الأمريكيين. ردًا على ذلك أطلقت أميركا أيضًا حملة مناشير ونشرت مقالة في العدد رقم 49 من دوريتها فرونت بوست بتاريخ 1 مارس 1945 تحت عنوان «كين راخ» (لا انتقام) نقلت فيها إنكار السوفييت للفعل غير المشروع. فشلت الرسائل الزائفة في الدعاية المضادة الأمريكية في التصدي الفعال للدعاية الألمانية وفشلت في تغيير وجهات النظر الألمانية تجاه الاتحاد السوفييتي. أيضًا، لم تساعد حملة الدعاية المضادة كثيرًا في فرض سمعة أميركا بأنها صادقة بين الجنود الألمان. حين يُكشف زيف الدعاية المضادة فإن سمعة الناشر تتضرر وتحد من قدرته/ها على مواجهة أي بروباغندا في المستقبل.

### الوضوح
تفشل رسائل الدعاية المضادة التي تعتمد على كلمات أو أفكار غير مفهومة على الصعيد العالمي في الوصول إلى الجمهور المستهدف بشكل مناسب وتكون غير فعالة في معارضتها للدعاية. استخدام كلمات مفهومة لنقل رسالة الدعاية المضادة بوضوح يزيد من احتمال تصديها لرسائل البروباغندا.

#### «الاستسلام غير المشروط» في الحرب العالمية الثانية
العكس صحيح بنفس القدر. استخدام عبارة «الاستسلام غير المشروط» في الحرب العالمية الثانية هو مثال بارز على أهمية الوضوح. نقلت العبارة صور مخيفة للألمان واليابانيين. ارتأى بعض الخبراء أن العبارة ستسبب مقاومة أكبر ضد الحلفاء لأن المصطلح لم يُنقل بوضوح إلى الجمهور المستهدف. تسبب الالتباس وجوب شرح الولايات المتحدة وبريطانيا للرسالة مما أدى إلى تقليل فعاليتها.

#### رسائل الائتلاف في العراق
شرح أندرو غارفيلد أن رسائل الائتلاف في العراق أشارت باستمرار إلى المتمردين على أنهم «معاديين للعراقيين» مما سبب إشكالًا في رسائل دعاية الائتلاف المضادة. لم تتوافق العبارة على نحو ملائم مع التوصيفات التي وُصف بها المتمردون من قِبل مجتمعات العراق المتنوعة. نتيجة لذلك، فشلت العبارة بنقل الرسالة التي سعى الائتلاف إلى توصيلها. تفشل رسائل الدعاية المضادة التي تتطلب تفسيرات توضيحية بإيصال الرسالة المقصودة على النحو المطلوب وبالتالي تفشل بمعارضة الدعاية.

### معرفة الجمهور
كالبروباغندا، تتطلب البروباغندا المضادة إعداد رسائل مفهومة لدى الجمهور المستهدف وتتطلب القدرة على تكييف الرسالة بنحو ملائم. تعتمد الدعاية المضادة الفعالة على إيصال الرسائل التي «تجد صدى لدى الجمهور المستهدف» والمبنية على روايات ذات صلة بالثقافة السائدة. بشكل أدق، يتطلب إعداد رسائل مؤثرة في جمهور مستهدف تحديد المشاعر والأنماط العامة والآراء التي تؤثر على تصورات الجمهور ومعتقداته وأفعاله. بأخذ عناصر المجتمع هذه بعين الاعتبار، فإنه يمكن للدعاية والدعاية المضادة التأثير على مجموعة ما من أجل مفهوم أو فعل معينان. بما أن غاية الدعاية المضادة هو التأثير على جمهورٍ معين لرفض رسائل دعاية ما، فيجب أن تتناول عناصر الثقافة والمعتقد والعاطفة التي ستسفر عن هكذا فعل. ستتباين العناصر بين المتلقين ورغم أنه يمكن لحملات الدعاية والدعاية المضادة أن تستخدم، وتستخدم بالفعل، أساليب موجودة إلا أن الرسائل يجب أن تُصمم بشكل خاص إلى جمهور مستهدف بعينه.

### التوظيف السريع
البروباغندا المضادة هي طريقة تفاعلية يجب أن توظف بسرعة لتعارض رسالة البروباغندا بشكل فعال. يشرح أوليفر كارلسون أنه كلما طالت مدة اعتبار بروباغندا ما بأنها حقيقة كلما صعبت معارضتها حتى حين يُكشَف  للجمهور المستهدف الرسالة المعارضة الصحيحة. أي رسالة دعاية لا تُعارَض مباشرة عقب اكتشافها من المرجح أن تصبح أساس أفعال الجمهور المستهدف ومعتقداته.
يقدم علم النفس أسباب إضافية لتوظيف الدعاية المضادة بسرعة. تتأثر عملية صنع القرار بواسطة انحياز معرفي يحدد كيفية إدراك الشخص لأجزاء معينة من المعلومات وكيفية تصرفه إزاءها. للانحياز التأكيدي صلة وثيقة وذلك عند شرح ضرورة توظيف الدعاية المضادة بسرعة. الانحياز التأكيدي هو ميل الأشخاص لتفضيل معلومات تؤكد معتقداتهم وافتراضاتهم. إذا أسست مجموعة ما معتقداتها أو أفعالها إثر رسالة بروباغندا عُرضت عليهم على مدى فترة طويلة من الوقت فسيصعب التصدي لها. ستتردد المجموعة في هكذا حالة بأن تستوعب أي معلومة من دعاية مضادة تناقض رسالة الدعاية. بالتالي، من المهم للدعاية المضادة أن توظَّف باكرًا في حملة دعائية لمنع احتمالية حدوث انحياز تأكيدي ناجم عن دعاية ما. في كتاب بروباغندا: تشكيل سلوك البشر، يشير جاك إيلول إلى سبب آخر لتوظيف الدعاية المضادة بسرعة ردًا على رسالة دعاية معينة. يجادل بأن الجنس البشري يهتم أكثر بالأحداث والقضايا الحالية التي تحظى باهتمام المجتمع. البروباغندا المكونة على أساس الأحداث الحالية ستثير القدر الأكبر من شغف المجتمع واهتمامه. تتطلب مناهضة الدعاية استجابة سريعة لها حين تُكشف. ومن ناحية أخرى، توظيف بروباغندا مضادة في مواجهة رسائل بروباغندا قديمة تخص موضوعًا قديمًا أيضًا لا يحمل له المجتمع اهتمامًا حاليًا هو على الأرجح أقل فعالية.